# Brescia Hockey Club
Il Brescia Hockey Club è un club italiano di hockey su prato con sede a Brescia.

## Storia
Fondata nel 1976, nel 1989 si fonde con la squadra di Hockey del Montirone dando vita ad una nuova società: A.S. TEAM89. Questa squadra partecipa anche a dei campionati della massima serie indoor.
Dopo lo scioglimento nei primi anni 2000 del Team89 alcuni dei soci fondatori originari rifondano circa 3 anni fa il Brescia Hockey Club dove confluiscono molti ex atleti del TEAM89 del CUS Brescia Hockey, LeonBrixia e dell'Accipitres Rovato.
Nella stagione 2010-2011 partecipa al Campionato Italiano di Hockey su prato indoor  di serie B.
La sua sede è presso l'impianto sportivo comunale in Via Giotto a Brescia.

## Colori e simbolo
Il Simbolo della Squadra è cambiato negli anni, rifacendosi prima alle origini 'celtiche' della città di Brescia  e più recentemente al Leone  simbolo della città.
I colori della maglia del  Brescia Hockey Club sono stati nei primi anni il Blu ed il Verde mentre recentemente sono passati all'azzurro e bianco, i colori cittadini.

## Stadio
Campo Comunale a S.Polo Brescia in via Giotto

### Sponsor
Il Brescia Hockey Club coltiva la passione per l'hockey su prato ed attualmente svolge la sua attività agonistica autofinanziandosi.